# 生産財
生産財（せいさんざい）とは経済学用語の一つであり、企業が生産活動を行う場合に必要とする財のことである。たとえば工場に設置される工作機械などのような備品や、加工することで製品へと変えていく元である原材料などが生産財である。これに加えて生産に使われる工作機械の修理やメンテナンスなどといったサービスも生産財に含まれる。